# Halowe Mistrzostwa Świata w Lekkoatletyce 1995 – bieg na 60 m kobiet
Bieg na 60 m kobiet – jedna z konkurencji rozgrywanych podczas halowych mistrzostw świata w lekkoatletyce w 1995. Eliminacje, półfinały i finał odbyły się 10 marca.
Do eliminacji zgłoszonych zostało 39 zawodniczek z 28 państw.
Zawody w tej konkurencji wygrała reprezentantka Jamajki Merlene Ottey. Drugą pozycję zajęła zawodniczka z Niemiec Melanie Paschke, trzecią zaś reprezentująca Stany Zjednoczone Carlette Guidry.

## Wyniki

### Eliminacje
Źródło: 
Bieg 1
| Miejsce | Zawodniczka            | Państwo     | Wynik | Uwagi |
| ------- | ---------------------- | ----------- | ----- | ----- |
| 1.      | Melanie Paschke        | Niemcy      | 7,12  |       |
| 2.      | Iryna Pucha            | Ukraina     | 7,22  |       |
| 3.      | Christy Opara-Thompson | Nigeria     | 7,23  | PB    |
| 4.      | Jerneja Perc           | Słowenia    | 7,34  | NR    |
| 5.      | Margret Haug           | Szwajcaria  | 7,46  |       |
| 6.      | Rahela Markt           | Chorwacja   | 7,57  | NR    |
| 7.      | Clara Phillip          | Saint Lucia | 7,82  |       |
| –       | Desisława Dimitrowa    | Bułgaria    | DNS   |       |

Bieg 2
| Miejsce | Zawodniczka        | Państwo           | Wynik | Uwagi |
| ------- | ------------------ | ----------------- | ----- | ----- |
| 1.      | Carlette Guidry    | Stany Zjednoczone | 7,25  |       |
| 2.      | Beverly McDonald   | Jamajka           | 7,31  |       |
| 3.      | Stephi Douglas     | Wielka Brytania   | 7,31  |       |
| 4.      | Dainelky Pèrez     | Kuba              | 7,38  |       |
| 5.      | Jacqueline Poelman | Holandia          | 7,42  |       |
| 6.      | N'Deye Binta Dia   | Senegal           | 7,45  |       |
| 7.      | Dagmar Hölbl       | Austria           | 7,65  |       |

Bieg 3
| Miejsce | Zawodniczka            | Państwo           | Wynik | Uwagi |
| ------- | ---------------------- | ----------------- | ----- | ----- |
| 1.      | Jekatierina Grigorjewa | Rosja             | 7,26  |       |
| 2.      | Chryste Gaines         | Stany Zjednoczone | 7,28  |       |
| 3.      | Éva Barati             | Węgry             | 7,35  |       |
| 4.      | Odile Singa            | Francja           | 7,38  |       |
| 5.      | Karen Clarke           | Kanada            | 7,44  |       |
| 6.      | Alleen McGillivary     | Wielka Brytania   | 7,44  |       |
| 7.      | Denisa Obdržálková     | Czechy            | 7,48  | PB    |
| 8.      | Rudina Xhaja           | Albania           | 7,91  |       |

Bieg 4
| Miejsce | Zawodniczka       | Państwo    | Wynik | Uwagi |
| ------- | ----------------- | ---------- | ----- | ----- |
| 1.      | Merlene Ottey     | Jamajka    | 7,12  |       |
| 2.      | Lalao Ravaonirina | Madagaskar | 7,21  | NR    |
| 3.      | Nelli Cooman      | Holandia   | 7,21  |       |
| 4.      | Liliana Allen     | Kuba       | 7,22  |       |
| 5.      | Sanna Hernesniemi | Finlandia  | 7,26  |       |
| 6.      | Sabine Tröger     | Austria    | 7,35  |       |
| 7.      | Alenka Bikar      | Słowenia   | 7,50  |       |
| 8.      | Aksel Gürcan      | Turcja     | 7,50  |       |

Bieg 5
| Miejsce | Zawodniczka                | Państwo         | Wynik | Uwagi |
| ------- | -------------------------- | --------------- | ----- | ----- |
| 1.      | Nadieżda Raszczupkina      | Rosja           | 7,33  |       |
| 2.      | Ekaterini Kofa             | Grecja          | 7,35  |       |
| 3.      | Wang Huei-chen             | Chińskie Tajpej | 7,37  | AR    |
| 4.      | Anelija Nunewa             | Bułgaria        | 7,38  |       |
| 5.      | Carme Blay                 | Hiszpania       | 7,39  |       |
| 6.      | Tara Perry                 | Kanada          | 7,44  | PB    |
| 7.      | Sara Wüest                 | Szwajcaria      | 7,45  |       |
| 8.      | Antónia Margarete de Jesus | Angola          | 7,63  |       |

### Półfinały
Źródło: 
Bieg 1
| Miejsce | Zawodniczka           | Państwo           | Wynik | Uwagi |
| ------- | --------------------- | ----------------- | ----- | ----- |
| 1.      | Merlene Ottey         | Jamajka           | 7,04  |       |
| 2.      | Liliana Allen         | Kuba              | 7,13  |       |
| 3.      | Carlette Guidry       | Stany Zjednoczone | 7,14  |       |
| 4.      | Nelli Cooman          | Holandia          | 7,20  |       |
| 5.      | Iryna Pucha           | Ukraina           | 7,25  |       |
| 6.      | Nadieżda Raszczupkina | Rosja             | 7,35  |       |
| 7.      | Jerneja Perc          | Słowenia          | 7,36  |       |
| –       | Ekaterini Kofa        | Grecja            | DSQ   |       |

Bieg 2
| Miejsce | Zawodniczka            | Państwo           | Wynik | Uwagi |
| ------- | ---------------------- | ----------------- | ----- | ----- |
| 1.      | Melanie Paschke        | Niemcy            | 7,15  |       |
| 2.      | Beverly McDonald       | Jamajka           | 7,21  |       |
| 3.      | Chryste Gaines         | Stany Zjednoczone | 7,23  |       |
| 4.      | Lalao Ravaonirina      | Madagaskar        | 7,24  |       |
| 5.      | Jekatierina Grigorjewa | Rosja             | 7,27  |       |
| 6.      | Christy Opara-Thompson | Nigeria           | 7,28  |       |
| 7.      | Stephi Douglas         | Wielka Brytania   | 7,30  |       |
| 8.      | Sanna Hernesniemi      | Finlandia         | 7,31  |       |

### Finał
Źródło: 
| Miejsce | Zawodniczka       | Państwo           | Wynik | Uwagi |
| ------- | ----------------- | ----------------- | ----- | ----- |
| 01 !    | Merlene Ottey     | Jamajka           | 6,97  |       |
| 02 !    | Melanie Paschke   | Niemcy            | 7,10  | PB    |
| 03 !    | Carlette Guidry   | Stany Zjednoczone | 7,11  |       |
| 4.      | Liliana Allen     | Kuba              | 7,13  |       |
| 5.      | Beverly McDonald  | Jamajka           | 7,16  | PB    |
| 6.      | Nelli Cooman      | Holandia          | 7,17  |       |
| 7.      | Chryste Gaines    | Stany Zjednoczone | 7,22  |       |
| 8.      | Lalao Ravaonirina | Madagaskar        | 7,28  |       |